# Asociația de Fotbal a statului Malawi
Asociația de Fotbal a statului Malawi este forul ce guvernează fotbalul în Malawi. Se ocupă de organizarea echipei naționale și a campionatului.

## Staff
- Președinte: Walter Nyamilandu
- Secretar General: Yasin Osman
- Director de Marketing și Relații cu publicul: Suzgo Nyirenda